# Scoglio del Carabiniere
Lo Scoglio del Carabiniere (Scogghiu a Carrabbineri), noto anche come Scoglio dei Cappuccini, è un'isola dell'Italia sita nel mar Ionio, in Sicilia.
Amministrativamente appartiene al comune di Siracusa e si trova di fronte alla costa settentrionale siracusana.